# 清涼院 (有馬頼利正室)
糸姫（清涼院）（いとひめ（せいりょういん）、承応2年閏6月25日（1653年8月18日）- 元禄14年1月5日（1701年2月12日））は、江戸時代前期の女性。讃岐国高松藩の初代藩主松平頼重の娘で、水戸藩第2代藩主徳川光圀の姪。久留米藩第3代藩主有馬頼利の正室。

## 生涯
承応2年閏6月25日、松平頼重の長女として江戸で生まれた。母は頼重の正室、万姫（大老・土井利勝の娘）。寛文2年（1662年）12月、将軍家綱によって熊本藩第3代藩主細川綱利との縁組を命ぜられるが、まだ幼少であったため、頼重の異母妹である水戸藩の犬姫が頼重の養女となって代わりに嫁ぐことになった。同3年（1663年）8月、万姫が死去。享年36歳。同年12月には同母兄の右京（のちの徳川綱方）が光圀の養嗣子となり、同5年（1665年）8月には同母弟の采女（のちの徳川綱條）も光圀の養子となった。
寛文8年（1668年）2月、有馬頼利に嫁いだが、頼利は同年6月に死去した。糸姫は離縁して水戸藩の小石川藩邸に引き取られ、同9年（1669年）9月、高松藩の目黒下屋敷に移った。同10年（1670年）2月に江戸を発って高松に向かい、頼重の住む栗林荘（現在の栗林公園）に居を構えた。同11年（1671年）にはいったん江戸に戻り、同13年（1673年）に再び高松に帰ると、落飾して清涼院を名乗った。
延宝5年（1677年）8月に頼重の三女である異母妹の長姫が関白・鷹司兼煕に嫁いだ際には、婚礼参列のために京都へ赴く頼重に同道した。元禄3年（1690年）10月、光圀が隠居し、弟の綱條が水戸藩第3代藩主となった。
元禄10年（1697年）5月、高松から江戸の目黒下屋敷に移り、光圀に会うために水戸藩を訪れた。同11年（1698年）11月に江戸に戻ると小石川の水戸藩邸で余生を過ごし、同14年1月5日に死去した。享年49歳。法号清涼院讃誉智相。鎌倉の英勝寺に埋葬されたが、享保2年（1717年）、綱條の指示で水戸徳川家の墓所である瑞龍山（現・茨城県常陸太田市）に改葬された。